# Esta es MAYA!
『Esta es MAYA!』（エスタ・エス・マヤ）は、1997年4月3日から1998年3月26日まで名古屋テレビで放送された情報番組。放送時間は毎週木曜23:25 - 23:55（JST） 、『大相撲ダイジェスト』（テレビ朝日制作）の放送期間中は放送休止。

## 概要
OL層をターゲットにした深夜番組で、東海3県で独り暮らしをしている、あるいは独り暮らしをしたいと思っている彼女たちに「自分の時間を自分のために過ごす楽しさ」を提案することをコンセプトにしていた。具体的には、出演者の林マヤが毎回番組が定めるテーマに沿って東海3県各地でロケを行うというもので、現地にある女性向けの雑貨店やレストランをリポートしたり、その回で特集する一般女性にインタビューをしたりしていた。そのため、情報番組であると同時に紀行番組的な要素やトーク番組的な要素も併せ持っていた。
最終回では、「春が来た」をテーマに林が覚王山周辺地域を散策した後、八事のイタリアンレストランへ移動して春の野草を使った同店のメニューを取材していた。

## 出演者
- 林マヤ - リポーターを担当。
- 岡田眞澄 - ナレーターを担当。

## スタッフ
- 構成 - 三田村明彦、高橋真裕美
- ディレクター - 安藤正人、家田和哉、西山保郎（以上名古屋テレビ映像）
- プロデューサー兼ディレクター - 安藤則子（名古屋テレビ映像）
- 制作 - 名古屋テレビ映像
- 制作著作 - 名古屋テレビ